# Patricia Ortúzar
Patricia Verónica Ortúzar dite Patricia Ortúzar est une géographe argentine spécialisée dans les milieux polaires. Elle est à la tête du programme de gestion de l'environnement et du tourisme de la Direction Nationale de l'Antarctique (DNA). Elle est vice-présidente du Comité pour la protection de l'environnement (CEP) au sein du système du Traité sur l'Antarctique.

## Biographie
Patricia Ortúzar obtient sa licence en géographie à l'Université de Buenos Aires en 2001, année au cours de laquelle elle bénéficie d'une bourse semestrielle à l'Université de Liverpool.

## Carrière
En tant que cheffe du Programme de Gestion de l'Environnement de la DNA, Patricia Ortúzar travaille au développement de politiques sur la protection de l'environnement antarctique et la réglementation du tourisme antarctique,,. Elle met en œuvre et applique ces politiques au sein du Programme Antarctique Argentin, en organisant des séminaires et des programmes d'éducation pour tout le personnel qui se rend en Antarctique, en évaluant les évaluations d'impact environnemental et en surveillant les activités touristiques.
Patricia Ortúzar représente l'Argentine dans des forums internationaux tels que la Reuniones de Administradores de Programas Antárticos Latinoamericanos (RAPAL), Réunion des gestionnaires latino-américains de programmes antarctiques, et les réunions consultatives du Traité sur l'Antarctique,  Ses contributions à la protection de l'environnement antarctique sont nombreuses, de la participation au groupe de rédaction du portail sur les environnements antarctiques à la co-rédaction d'un chapitre sur la protection de l'environnement antarctique pour la ressource éducative pour enfants intitulée Antartida educa,. En juillet 2020, Patricia Ortúzar est désignée directrice de la Direction Nationale de l'Antarctique.